# Standartenführer

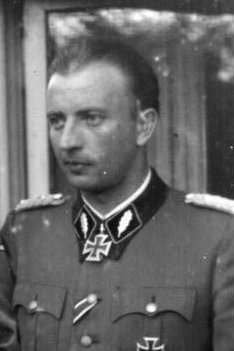
Hermann Fegelein come SS-Standartenführer

Standartenführer (abbreviato: Staf, ʃtanˈdaʁtn̩fyːʁɐ, lett. "comandante dello stendardo") era un grado paramilitare del partito nazista (NSDAP) adoperato in molte organizzazioni, come le SA, le SS, l'NSKK e l'NSFK. Dapprima istituito come titolo nel 1925, diventò nel 1928 uno dei primi gradi commissionati e fu assegnato a quegli ufficiali delle SA e SS che comandava un'unità conosciuta come Standarte (al plurale Standarten), unità equivalente nell'esercito a un battaglione e composto da un personale di 300-500 truppe.
Nel 1929 il grado di Standartenführer fu suddiviso in due gradi distinti chiamati Standartenführer (I) e Standartenführer (II). Questo concetto fu abbandonato nel 1938 quando sia le SA che le SS aumentarono i loro gradi per permettere più posizioni di ufficiali, e lo Standartenführer rimase un grado singolo. Nel 1933, quando Adolf Hitler salì al potere in Germania, il grado di Standartenführer era stato stabilito come il massimo grado da ufficiale di campo, inferiore a quello di Oberführer delle SS e SA. All'inizio della seconda guerra mondiale, lo Standartenführer era un grado largamente diffuso sia nelle SS sia nelle SA. Nelle Waffen-SS, il grado era considerato equivalente a quello di Oberst, colonnello.
Le insegne dello Standartenführer consistevano di una singola foglia di quercia su entrambi i colletti. Lo Standartenführer fu il primo grado delle SS e delle SA a sfoggiare le insegne su ambo i colletti, senza cioè le insegne dell'unità. Dal 1938, le nuove uniformi delle SS presentavano sulle spalle le mostrine di un Oberst (colonnello) della Wehrmacht in aggiunta alla foglia di quercia sul colletto.
Numerose unità delle Waffen-SS composte di soldati stranieri erano considerate distinte dalle SS tedesche perciò non avevano il permesso di indossare le rune SS sulle loro mostrine, dovendo invece avere le insegne della propria divisione. I loro gradi erano inoltre preceduti dal prefisso "Waffen", invece che "SS", come Waffen-Standartenführer.

## Galleria d'immagini

Insegne da colletto
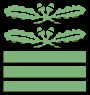
Dispositivo da mimetica